# ويلهلم وايس
ويلهلم وايس (بالألمانية: Wilhelm Weiss)‏ هو صحفي وقاضي وسياسي ألماني، ولد في 1892 بشتاتشتايناخ في ألمانيا، وتوفي في 1950 بفاسربورغ آم إن في ألمانيا. حزبياً، نشط في الحزب النازي. انتخب عضو مجلس النواب الألماني من ألمانيا النازية وانتخب عضو مجلس النواب الألماني للجمهورية فايمار.

## روابط خارجية
- ويلهلم وايس على موقع مونزينجر (الألمانية)